# Littlecote
Littlecote – przysiółek w Anglii, w hrabstwie Buckinghamshire, w dystrykcie (unitary authority) Buckinghamshire. Littlecote jest wspomniana w Domesday Book (1086) jako Litecota/Litecote.